# Radnice v Hradci Králové
Radnice v Hradci Králové je slohově komplexní, dle fasády pozdně barokní budova se dvěma věžemi – dominanta západní části Velkého náměstí.

## Historie

### Do 18. století

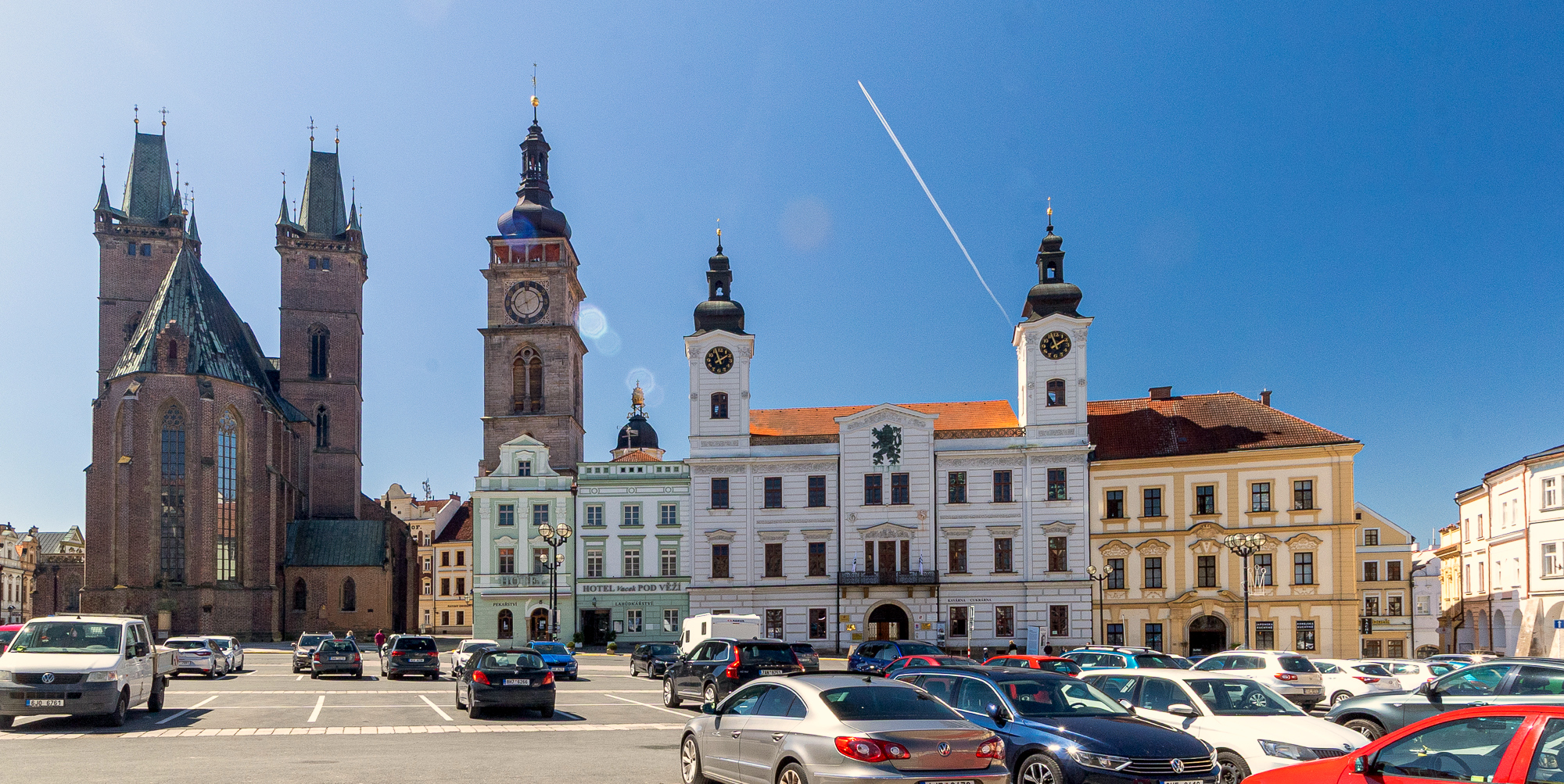
Západní část Velkého náměstí s radnicí a katedrálou sv. Ducha

První písemná zmínka o radnici pochází z roku 1418, kdy je zmiňováno její poničení v důsledku silného větru a krupobití. Radnice na tomto místě ale stála již dříve, nejpozději v závěru 14. století. V následujících stoletích byla budova radnice pravděpodobně poničena několika požáry. V průběhu 16. století byly k objektu přikupovány další domy, například v roce 1540 město zakoupilo dům od bratrů Šimona a Martina Bobků s úmyslem rozšíření radnice. V roce 1588 získal areál renesanční podobu a bylo zde zřízeno i vězení. Z roku 1588 pochází také nápisová deska, zazděná nyní ve dvoře radnice, která upomíná na druhou opravu budovy v témže roce. V letech 1556 a 1566 je zmiňován zvonek na radnici, v roce 1696 pak byla vystavěna na radnici první věžička a do ní byly zavěšeny hodiny z věže zříceného kostela sv. Antonína na Mýtském předměstí, který byl během třicetileté války vypleněn. V roce 1742 byl připravován projekt stavitele Františka Kermera na přestavbu radnice, ten ale nikdy nebyl uskutečněn, v roce 1744 byla navíc budova vypleněna pruskými vojáky.

### Barokní přestavba
V letech 1786–89 prošel objekt celkovou přestavbou v barokním slohu, v rámci které byly přistavěny dvě věže a budova tak získala v podstatě dnešní charakter. V roce 1790 došlo k zastřešení věží báněmi a jejich ozdobení pozlacenými hvězdami. V tomto roce byla také zbourána dřevěná hodinová věžička z roku 1696 a v nových věžích byly instalovány a spuštěny hodinové stroje. V roce 1848 pak došlo k zazdění nejjižnějšího z obloukových vstupů v průčelí, ještě v 19. století byl pak zazděn i vstup severní.

### Klasicistní přestavba
V letech 1851–52 proběhla výrazná klasicistní přestavba budovy. Projekt rekonstrukce objektu zpracoval pražský stavitel Jan Bělský, nakonec ho ale přepracoval stavitel František Dobrkovský, který na rozdíl od Bělského nepočítal s kompletním stržením celého objektu včetně věží, ale podařilo se mu v projektu celé 1. patro až na zadní trakt zachovat. Budova tak byla vlastně pouze zvýšena o jedno patro, stejně jako věže. Tato forma je zachována dodnes. Po dokončení rekonstrukce byly v budově zřízeny úřadovny zemského soudu, okresního hejtmanství a okresního zastupitelství.

### 20. století
V letech 1912–13 proběhla další oprava radnice. V roce 1918 byla z průčelí odstraněna dvouhlavá orlice, později tam byl umístěn dvouocasý lev, ten byl znovu zahozen omítkou v roce 1939 a definitivně zviditelněn v roce 1945. Další drobnější opravy probíhaly pod vedením architekta Václava Rejchla ml. od roku 1918 až do roku 1924, znovu byla radnice rekonstruována v roce 1935. Ve 40. letech 20. století v objektu sídlilo policejní ředitelství, kriminální ředitelství a četnická stanice. Po II. světové válce budova často měnila svůj účel (učebny pro kadeřnice, fotografické učiliště, stanoviště sanitních vozů), až byla nakonec pro zchátralý stav zcela opuštěna. Od roku 1964 (1958) je budova chráněnou kulturní památkou. Poslední celková rekonstrukce proběhla v letech 1994–96. Budova slouží především ke kancelářským účelům, ale jsou v ní také reprezentační prostory primátora města.

## Architektura
Rozsáhlá čtyřkřídlá stavba je umístěna s bloku městské zástavby, kam mimo jiné patří také Bílá věž, kaple sv. Klimenta nebo Hanušův dům. V suterénu jsou zachovány zbytky gotických a renesančních sklepů, dispozice objektu je barokní, fasáda klasicistní. S nadsázkou lze říci, že na objektu můžeme sledovat pozůstatky všech stavebních slohů kromě románského. Průčelí směrem do náměstí je dvoupatrové a jeho nejnápadnějším prvkem jsou dvě věže nad krajními osami s mělkými rizality, výraznější rizalit pak probíhá středem fasády. Přízemí fasády má v omítce kvádrování, ostatní patra pásování. Uprostřed prvního patra je široké okno s vchodem na balkon, nad oknem je zalomená ozdobná římsa a pod ní reliéf hlavy královny. Samotný balkon je usazen na čtyřech volutových krakorcích a má zábradlí z litiny. Fasáda je nahoře zakončena atikou, ve štítu je pak umístěn český znak – dvouocasý lev.